# Halocyphina
Halocyphina es un género de hongos en la familia Niaceae. Es un género monotípico, que solo contiene la especie Halocyphina villosa, un hongo marino que se encuentra en Estados Unidos.